# Бессі Лав
Хуаніта Гортон (англ. Juanita Horton), відома як Бессі Лав (англ. Bessie Love) (10 вересня 1898 — 26 квітня 1986) — американська кіноакторка, популярна в епоху німого кіно, сценаристка та письменниця. Зіграла в понад 70 німих картинах. Вперше виконала чарльстон на кіноекрані. Удостоєна зірки на Голлівудській алеї слави.

## Біографія
Народилася 10 вересня 1898 року в Мідленді, штат Техас. Підліткою разом з батьками переїхала в Лос-Анджелес. Через те, що її сім'я потребувала грошей, дівчина за наполяганням матері знайшла роботу на кіностудії «Biograph Studios» і в 1915 році дебютувала в кіно в короткометражці «Джорджія Перс».
Досить скоро на неї звернув увагу режисер і продюсер Д. В. Гріффіт і наполіг, щоб Хуаніта взяла псевдонім — «Бессі Лав». Спочатку, як і багатьом іншим дебютанткам, акторці діставалися ролі другого плану, але вже з 1916 року вона почала періодично зніматися в головних ролях у парі з зірками тих років — наприклад, з Дугласом Фербенксом у фільмах «Загадка летючої риби» і «Реджі втручається» (обидва — 1916 рік).
В епоху німого кіно Бессі Лав супроводжував успіх. Вона знялася більш у понад 70 картинах, а в 1922 році увійшла до списку WAMPAS Baby Stars, куди щорічно вибиралися молоді акторки, а в 1925 — вперше виконалп на кіноекрані новомодний танок чарльстон (в романтичній комедії «Король на головній вулиці»).
У 1929 році вона одружилася з Вільямом Гоуксом, братом режисера і продюсера Говарда Гоукса, і в тому ж році дебютувала у звуковому кіно, знявшись в музичному фільмі «Бродвейська мелодія».
Попри те, що за роль у цьому фільмі Бессі Лів була номінована на премію «Оскар», її звукова кар'єра тривала недовго. У 1931 році вона пішла з кіно. В 1932 народила дочку Патрицію. В 1936 розлучилася з Гоуксом і переїхала до Великої Британії.
Під час Другої світової війни Бессі, як і багато інших акторок, відвідувала з концертами армійські частини. У 1940-х вона повернулася в кіно і час від часу з'являлася на екрані, правда тепер вже на другорядних і епізодичних ролях.

Зірка Бессі Лав на Голлівудській алеї слави

Акторка продовжувала працювати навіть у літньому віці — так, наприклад, в англійській драмі Джона Шлезінгера «Неділя, проклята неділя» (1971), «Червоні» Воррена Бітті і «Регтайм» Мілоша Формана (обидва вийшли в 1981 році).
Бессі Лав померла 26 квітня 1986 року в Лондоні у віці 88 років. Згодом вона була удостоєна зірки на Голлівудській алеї слави.

## Вибрана фільмографія
- 1916 — Загадка летючої риби / The Mystery of the Leaping Fish — маленька рибка Бловер
- 1923 — Ніжна Джулія / Gentle Julia — Джулія
- 1923 — Раб бажання / Slave of Desire — Поліна Годен
- 1929 — Бродвейська мелодія / The Broadway Melody — Генк Магоні